# Stilesville (Indiana)
Stilesville es un pueblo ubicado en el condado de Hendricks en el estado estadounidense de Indiana. En el Censo de 2010 tenía una población de 316 habitantes y una densidad poblacional de 321,92 personas por km².

## Geografía
Stilesville se encuentra ubicado en las coordenadas 39°38′13″N 86°37′59″O / 39.63694, -86.63306. Según la Oficina del Censo de los Estados Unidos, Stilesville tiene una superficie total de 0.98 km², de la cual 0.97 km² corresponden a tierra firme y (1.58%) 0.02 km² es agua.

## Demografía
Según el censo de 2010, había 316 personas residiendo en Stilesville. La densidad de población era de 321,92 hab./km². De los 316 habitantes, Stilesville estaba compuesto por el 98.73% blancos, el 0.32% eran afroamericanos, el 0% eran amerindios, el 0% eran asiáticos, el 0% eran isleños del Pacífico, el 0.95% eran de otras razas y el 0% pertenecían a dos o más razas. Del total de la población el 2.85% eran hispanos o latinos de cualquier raza.